# Gunhilda (córka Haralda)
Gunhilda (zm. 13 listopada 1002) — królewna duńska, domniemana córka króla Danii i Norwegii Haralda Sinozębego i prawdopodobnie Tofy.

## Życiorys
Według przekazu Gesta regum Anglorum Williama z Malmesbury Gunhilda poślubiła duńskiego wodza Palliga, który służył angielskiemu królowi Ethelredowi II Bezradnemu. Według kronikarza cechowała się ona niezwykłą urodą i pobożnością. Zgodnie z treścią kroniki została ścięta wraz z mężem 13 listopada 1002 z rozkazu króla Ethelreda, który nakazał wymordowanie wszystkich Duńczyków mieszkających w Anglii, dowiedziawszy się o duńskim spisku przeciw niemu. Z kolei syn królewny został przebity czterema włóczniami. 
Najnowsza historiografia kwestionuje istnienie Gunhlidy i jej męża, uznając przekaz Williama z Malmesbury za niewiarygodny.